# 3745 Petaev
3745 Petaev este un asteroid din centura principală, descoperit pe 23 septembrie 1949 de Karl Reinmuth.